# Kažani
Kažani (makedonska: Кажани) är en ort i Nordmakedonien. Den ligger i kommunen Bitola, i den sydvästra delen av landet, 110 kilometer söder om huvudstaden Skopje. Kažani ligger 880 meter över havet och antalet invånare är 165.